# 앰버 헌
앰버 라이아니 로즈 헌(영어: Amber Liarnie Rose Hearn, 1984년 11월 28일 ~ )은 뉴질랜드의 여자 축구 선수로 포지션은 공격수이다.

## 클럽 경력
2004년부터 2006년까지 잉글랜드의 아스널(2004년 ~ 2005년)과 동커스터 로버스 벨스(2005년 ~ 2006년) 소속으로 뛰었으며 2009-10 시즌 동안에는 USL W-리그에 소속되어 있던 캐나다의 여자 축구 클럽인 오타와 퓨어리 소속으로 뛰었다. 2011년에 뉴질랜드의 여자 축구 클럽인 린-에이번 유나이티드 소속으로 활동했다가 같은 해에 독일 프라우엔-분데스리가 소속 여자 축구 클럽인 FF USV 예나에 합류했다. 2017년에 1. FC 쾰른으로 이적했고 2018년에 스페인 세군다 디비시온 페메니나 소속 여자 축구 클럽인 EDF 로그로뇨로 이적했다.

## 국가대표 경력
헌은 중국 베이징에서 개최된 2008년 하계 올림픽에 참가했던 뉴질랜드 여자 축구 국가대표팀 명단에 이름을 올렸으며 일본과 2-2 무승부를 기록했던 조별 예선 경기에서 페널티킥골을 기록했다. 뉴질랜드에서 개최된 2010년 OFC 여자 축구 선수권 대회에서는 12골을 기록하여 뉴질랜드의 우승에 기여했다.
헌은 독일에서 개최된 2011년 FIFA 여자 월드컵에 참가하여 일본과의 경기에서도 골을 기록했지만 뉴질랜드는 1-2 패배를 기록했다. 조별 예선 3경기에 모두 출전한 헌은 뉴질랜드가 멕시코와의 경기에서 2-2 무승부를 기록하면서 사상 첫 FIFA 여자 월드컵 승점을 기록하는 데에 일조했다. 2012년 6월에 열린 중국과의 친선 경기에서는 자신의 30번째 국가대표팀 골을 기록하면서 뉴질랜드 여자 축구 국가대표팀 최다골 기록을 수립했다.
헌은 영국 런던에서 열린 2012년 하계 올림픽, 캐나다에서 개최된 2015년 FIFA 여자 월드컵, 브라질 리우데자네이루에서 개최된 2016년 하계 올림픽에 참가했다. 2018년 6월에 자신의 마지막 국가대표팀 경기에 출전할 때까지 125경기 출전 기록을 세웠고 2020년 2월을 기해 국가대표팀에서 은퇴했다.

## 사생활
헌은 마오리족 혈통을 갖고 있으며 응가푸히(Ngāpuhi) 이위(Iwi) 출신이다.